# 인천광역시교육청 학생안전체험관

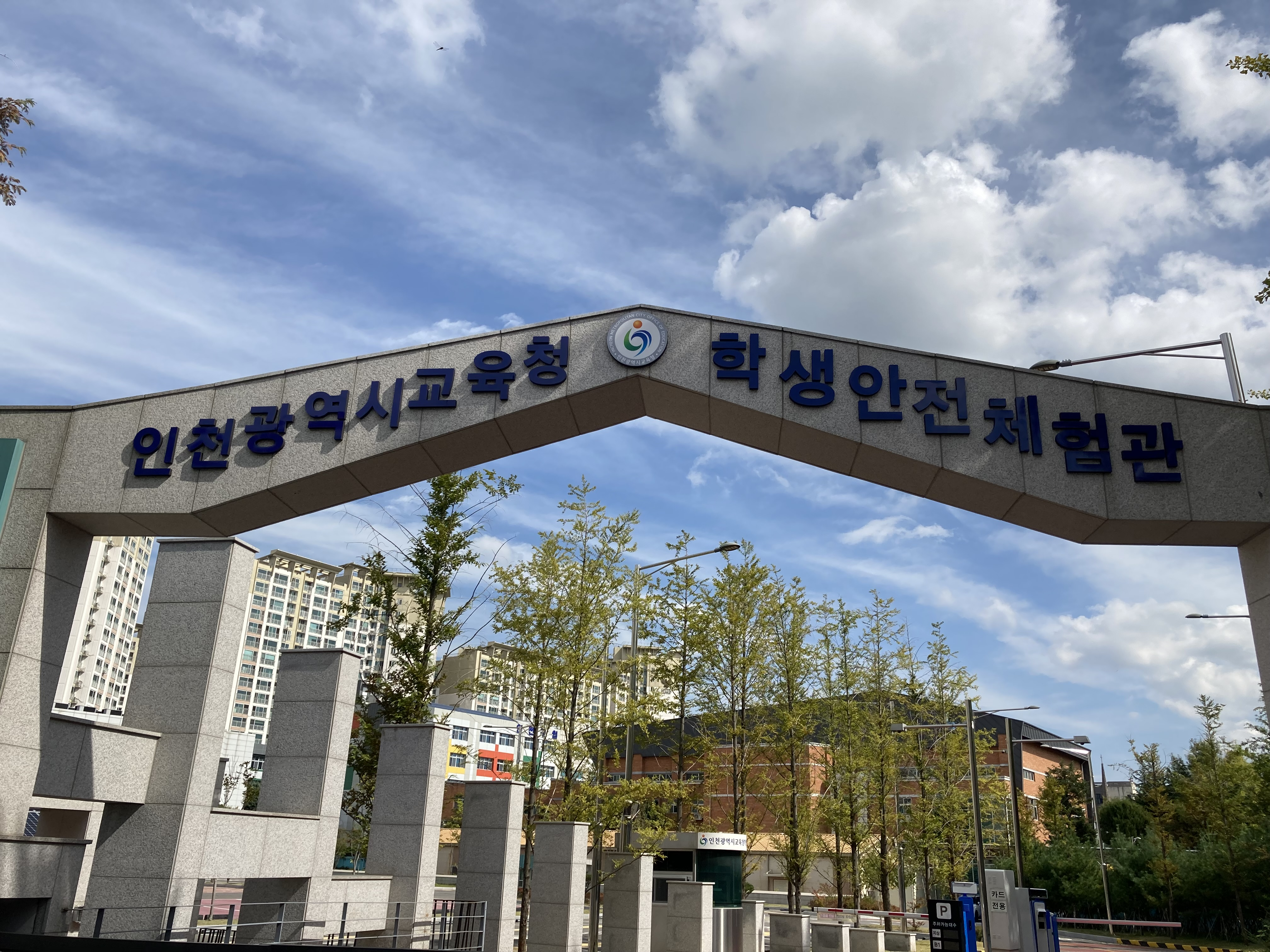
인천광역시교육청 학생안전체험관

인천광역시교육청 학생안전체험관은 인천광역시 남동구 구월동에 있는 교육시설이다. 인천광역시 남동구 구월남로232번길 31에 위치해 있으며, 이용대상은 기관, 단체 및 학교 학생들을 대상으로 운영된다. 
운영주체는 인천광역시교육청이 운영하며, 2015년 공모 사업이 선정된 이후, 2019년 11월 14일 준공, 건축물 사용승인 되어, 2019년부터 시범 운행을 시작으로 개관되어 운영되고 있다. 

## 개요

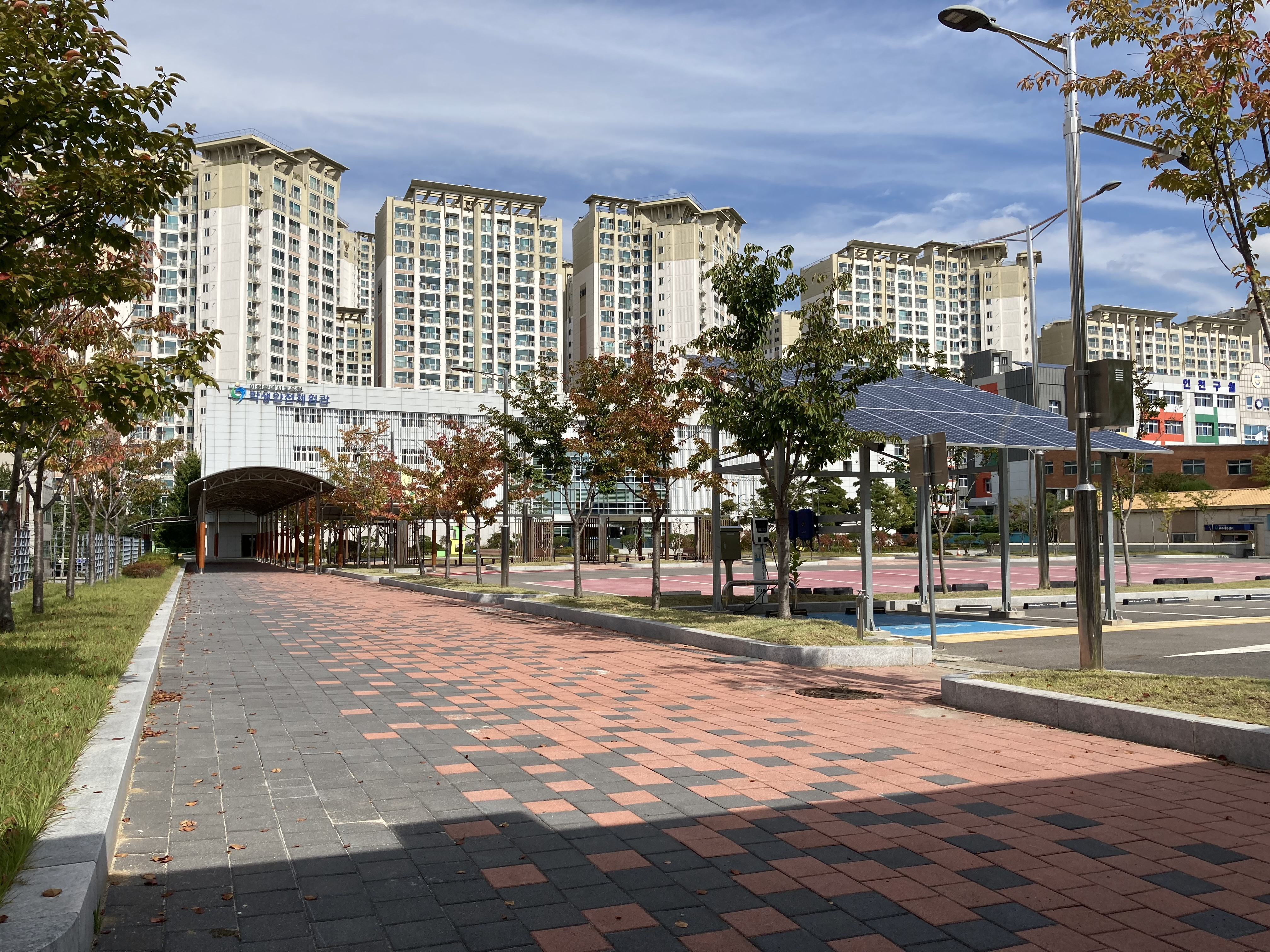
인천광역시교육청 안전체험관

인천광역시교육청 학생안전체험관(이하 학생안전체험관)은 유·초·중·고 학교급별 7대 표준안전 영역에 맞는 수준별 체험교육으로 안전인지감수성과 위기대처능력을 키워 ‘안전과 함께 하는 즐거운 학교생활’을 할 수 있도록 적극 지원하며, 다양한 안전 체험을 할 수 있도록 시설을 2015년 설립 하였다.
- 인천광역시교육청학생안전체험관 : 지상 4층, 지하 0층
- 부지 면적 : 1.33만㎡(13,329.3㎡)
- 총 연면적 : 7,038㎡

주차장의 경우 구민, 구월동(구월4동 인근) 주차난 해소를 위해서 부설(공영)주차장 개방하며 운영하고 있다. 부설(공영)주차장은 218면(지상 76면, 지하 142면)으로 시교육청과 인천광역시, 남동구청이 건립비 73억을 공동으로 부담하여 운영되며 주차장에 한해서는 남동구청 남동구 도시관리공단에서 관리 한다.
인근의 관내의 초등학교의 학생들의 단체 참여가 이루어지는 편이며, 유치원생 대상으로도 운영된다. 인근에 인천구월초등학교가 있다.

### 체험 프로그램 개괄
| 체험영역 | 12개 체험관 · 90개 교육 프로그램 / 사이버 학생안전체험관 |
| 체험내용 | 교육부 학생안전 7대 표준안을 반영한 안전체험교육 - 생활안전, 교통안전, 재난안전, 직업안전, 폭력예방, 중독예방, 응급처치 - 2015개정 교육과정 연간 51차시 이상 안전교육 실시 |
| 체험대상 | 관내 유(만5세 이상) · 초 · 중 · 고등학생 및 교직원, 방학 중 자녀 동반 학부모 및 인천시민                                                                                   |

### 주요 체험 내용
학생안전체험관은 코로나19, 보행안전, 자전거안전, 버스안전, 자동차안전, 지하철안전, 지진안전, 지진탈출, 지진해일안전, 승강기안전, 물놀이, 보호구사용법, 음주고글체험, 자아성찰, 생명존중, 폭력위험성, 중독예방, 재난안전, 직업안전, 응급처치 등 아이들과 학생들이 알아야 할 생활 속 위험을 체험해보고 대비할 수 있는 공간이다.

## 연혁
코로나19 시기 사용이 중지되다, 2021년 04월 21일 재개관을 하였다. 학생 안전을 위한 프로그램과 재난 대비 및 예방, 교육 및 훈련에 방점을 두며 운영 하고 있다.
| 2015. 12. 08.           | 교육부 학생안전체험시설 지원 공모 사업 선정                             |
| 2016. 03. 18.           | 교육부 특별교부금 국가시책사업 2차 지원 확정                            |
| 2016. 06. 02.           | 학생안전체험관 건립 T/F팀 구성·운영                                     |
| 2017. 09. 19.           | 설계 완료                                                               |
| 2018. 04. 27.           | 전시·체험시설용역 우선협상대상자 계약 및 설계 착수                      |
| 2019. 01. 02.           | 건축 공사 업체 계약 체결 및 공사 착공                                   |
| 2019. 10. 31.           | 전시체험실 구축 완료                                                    |
| 2019. 11. 14.           | 준공. 건축물 사용 승인(2019. 11. 19.)                                   |
| 2019. 11. 15.           | 안전체험지도사 배치 및 교육, 체험프로그램 준비                          |
| 2019. 12. 02.           | 시범 운영(19개교 2,221명)                                               |
| 2020. 04. 20. ~ 05. 01. | 초등돌봄교실 안전체험교육 운영(10개교 239명)                            |
| 2020. 07. 20. ~ 08. 31. | 학교로 찾아가는 안전체험교육 운영(18개교 2,017명)                       |
| 2020. 11. 02. ~ 11. 30. | 학교방문형 안전체험교육 운영(33개교 5,491명)                            |
| 2020. 12. 16. ~ 12. 22. | 사이버학생안전체험관 시범 운영(11개교 893명)                            |
| 2021. 04. 16.           | 인천광역시교육청학생안전체험관 개관                                     |
| 2021.01.01.~2021.12.31. | 체험관 방문형 안전체험교육(10,445명) 학교 방문형 안전체험교육(20,596명) |
| 2022.01.01.~2022.12.31. | 체험관 방문형 안전체험교육(17,757명) 사이버 안전교육(21,511명)          |
| 2023.01.01.~2023.12.31. | 체험관 방문형 안전체험교육(18,977명) 사이버 안전교육(24,104명)          |

## 시설
총 4층으로 이루어져 있으며, 종합안전체험 공간으로 상황별, 장소별 등 체험할 수 있도록 시설이 구성되었다.
- 1F (1,117㎡) : 종합안전체험관, 사회재난체험관, 교통안전체험관, 지진해일체험관
- 2F (804㎡) : 생활안전체험관, 직업안전체험관, 중독예방체험관, 폭력예방체험관, 유아안전체험관, 화재안전체험관
- 3F (975㎡) : 심폐소생술체험관, 태풍안전체험관, 화재안전체험관
- 4F (33㎡) : 화재안전체험관, 실감체험터

## 같이 보기
- 인천광역시교육청
- 인천광역시
- 남동구청
- 인천구월초등학교